# Lugon-et-l'Île-du-Carnay

Lugon-et-l'Île-du-Carnay este o comună în departamentul Gironde din sud-vestul Franței. În 2009 avea o populație de 1.105 de locuitori.

## Evoluția populației
| An        | 1975 | 1982 | 1990  | 1999  | 2006  | 2009  |
| --------- | ---- | ---- | ----- | ----- | ----- | ----- |
| Populație | 829  | 973  | 1.026 | 1.000 | 1.049 | 1.105 |